# Isla Zhifu
La isla Zhifu (en chino, 芝罘島; pinyin, Zhīfù dǎo]), o isla del Norte (北島, Běi dǎo;) es una isla costera localizada en aguas del mar de Bohai, frente a la costa septentrional de la península de Shandong que tiene un importante significado histórico en la provincia de Shandong, China. El nombre del islote -Chifú- fue generalizado para designar a toda la región de Yantai, en la antigua literatura médica occidental.

## Administración
Administrativamente la isla Zhifu hace parte de la aldea Datuan (大 疃 村) que está administrada bajo el distrito de Zhifu y este su vez es una división urbana de la ciudad-prefectura de Yantai, provincia de Shandong. La aldea Datuan tiene una parte en tierra firme, donde se encuentran las oficinas y la mayoría de los residentes.

## Geografía
Situada en el Mar de Bohai, la isla está a 4 km del centro de Zhifu y mide 10 km de longitud y 1 km de ancho. Parte de la vía pública n.º 26 conecta el extremo occidental de la isla y la parte norte de la península del continente. Originalmente, la isla fue desconectadoa de la parte continental, pero por un período de muchos años, la arena y el suelo en el fondo del océano construyeron una vía de un ancho de 600 metros. Así, la isla se llama «Tierra firme-que conecta la isla» en chino (陆 连岛), incluso podría considerarse una pequeña península.
La Montaña más grande de la isla es Laoye (老爷 山, Lǎoyé Shan) con 294,1 m. La Vieja Señora de Piedra (婆婆 石, Pópó Shí) se encuentra en un acantilado, a 43,49 m sobre el nivel del mar, y fue bautizada así por su parecido a una mujer abrazando a las olas del mar. La parte sur de la isla está cubierta de bosques. La temperatura media es de 11,40- 13,50 °C